# Giv'at Jif'a
Giv'at Jif'a (hebrejsky: גבעת יפעה) je vrch o nadmořské výšce okolo 430 metrů v severním Izraeli, v Dolní Galileji.
Leží cca 2 kilometry západně od centra Nazaretu. Má podobu výrazného návrší, které je součástí vysočiny Harej Nacrat a dominuje ze západu historickému Nazaretu. Vrcholové partie hory jsou stavebně využity pro zástavbu vesnice Kfar ha-Choreš. Zástavba je ovšem prostoupena velkým podílem veřejné zeleně. Svahy hory jsou pak pokryty lesními komplexy. Pouze strmý jižní svah je převážně odlesněný. Na severní straně terén stoupá k dalším dílčím vrcholkům v rámci pohoří Harej Nacrat, jako jsou Har Cameret a Har Bahran.